# Bahnstrecke Völklingen–Thionville
| Der Bahnhof Bouzonville im Juli 2009 |                                                                  |                                                  |                                                  |
| Streckennummer (DB): | 3290                                                             |                                                  |                                                  |
| Streckennummer (SNCF): | 174 000 (Anzeling–Hargarten-Falck) 177 000 (Thionville–Anzeling) |                                                  |                                                  |
| Kursbuchstrecke (DB): | 634 267b (vor 1970)                                              |                                                  |                                                  |
| Kursbuchstrecke: | 265d (Hostenbach – Überherrn 1946)                               |                                                  |                                                  |
| Streckenlänge: | 70,815 km                                                        |                                                  |                                                  |
| Spurweite: | 1435 mm (Normalspur)                                             |                                                  |                                                  |
| |                                                                  |                                                  |                                                  |
| \| \| \| von Saarbrücken \| \| \| \| \| von Lebach \| \| \| \| 70,3 \| Völklingen \| Völklingen \| \| \| \| nach Trier \| \| \| \| \| Saar \| \| \| \| \| Rosseltalbahn von Saarbrücken \| \| \| \| 67,3 \| Hostenbach \| Hostenbach \| \| \| \| Verbindung nach Bous (bis 1945) \| \| \| \| \| Bundesautobahn 620 \| \| \| \| \| Bist \| \| \| \| \| Verbindung von Bous (bis 1945) \| \| \| \| 65,4 \| Wadgassen \| Wadgassen \| \| \| 63,7 \| Werbeln \| Werbeln \| \| \| 62,1 \| Differten \| Differten \| \| \| \| Bist \| \| \| \| 58,8 \| Linslerhof \| Linslerhof \| \| \| 56,3 \| Überherrn \| Überherrn \| \| \| 55,2 \| Staatsgrenze Deutschland–Frankreich \| Staatsgrenze Deutschland–Frankreich \| \| \| 51,6 \| von Béning/Sarreguemines \| von Béning/Sarreguemines \| \| \| 50,6 \| Hargarten-Falck (Falck-Hargarten) \| Hargarten-Falck (Falck-Hargarten) \| \| \| \| zwei Tunnel \| \| \| \| 45,7 \| Téterchen (Teterchen, Keilbahnhof) \| Téterchen (Teterchen, Keilbahnhof) \| \| \| \| Bahnstrecke Courcelles–Téterchen nach Courcelles \| \| \| \| 42,2 \| Brettnach \| Brettnach \| \| \| \| Niedtalbahn von Dillingen \| \| \| \| 37,0 \| Bouzonville (Busendorf) \| Bouzonville (Busendorf) \| \| \| \| Nied \| \| \| \| 33,0 \| Freistroff (Freisdorf) \| Freistroff (Freisdorf) \| \| \| 29,6 \| Anzeling (Anslingen) \| Anzeling (Anslingen) \| \| \| \| nach Bettelainville \| \| \| \| 25,6 \| Ébersviller (Ebersweiler) \| Ébersviller (Ebersweiler) \| \| \| \| zwei Tunnel \| \| \| \| 20,9 \| von Bettelainville \| von Bettelainville \| \| \| 20,2 \| Hombourg-Budange (Homburg-Bidingen) \| Hombourg-Budange (Homburg-Bidingen) \| \| \| \| nach Merzig \| \| \| \| 16,7 \| Kédange (Kedingen) \| Kédange (Kedingen) \| \| \| 11,8 \| Metzervisse (Metzerwiesen) \| Metzervisse (Metzerwiesen) \| \| \| 9,1 \| Distroff (Diesdorf) \| Distroff (Diesdorf) \| \| \| 6,0 \| Kuntzig (Künzig) \| Kuntzig (Künzig) \| \| \| 2,8 \| Manom (Mackenhofen) \| Manom (Mackenhofen) \| \| \| 1,8 \| Bahnstrecke Thionville–Trier von Trier \| Bahnstrecke Thionville–Trier von Trier \| \| \| 0,7 \| von Luxembourg \| von Luxembourg \| \| \| 0,0 \| Thionville (Diedenhofen) \| Thionville (Diedenhofen) \| \| \| \| nach Mohon \| \| \| \| \| nach Metz \| \| \| \| \| \| \| \| Quellen: [1][2] \| \| \| \| ORM-Karte |                                                                  |                                                  |                                                  |
| Strecke |                                                                  | von Saarbrücken                                  | von Saarbrücken                                  |
| Abzweig geradeaus und ehemals von rechts |                                                                  | von Lebach                                       | von Lebach                                       |
| Bahnhof | 70,3                                                             | Völklingen                                       | Völklingen                                       |
| Abzweig ehemals geradeaus und nach rechts |                                                                  | nach Trier                                       | nach Trier                                       |
| Brücke über Wasserlauf (Strecke außer Betrieb) |                                                                  | Saar                                             | Saar                                             |
| Abzweig ehemals geradeaus und von links |                                                                  | Rosseltalbahn von Saarbrücken                    | Rosseltalbahn von Saarbrücken                    |
| Dienststation / Betriebs- oder Güterbahnhof | 67,3                                                             | Hostenbach                                       | Hostenbach                                       |
| Abzweig geradeaus und ehemals nach rechts |                                                                  | Verbindung nach Bous (bis 1945)                  | Verbindung nach Bous (bis 1945)                  |
| Strecke mit Straßenbrücke |                                                                  | Bundesautobahn 620                               | Bundesautobahn 620                               |
| Brücke über Wasserlauf |                                                                  | Bist                                             | Bist                                             |
| Abzweig geradeaus und ehemals von rechts |                                                                  | Verbindung von Bous (bis 1945)                   | Verbindung von Bous (bis 1945)                   |
| ehemaliger Bahnhof | 65,4                                                             | Wadgassen                                        | Wadgassen                                        |
| ehemaliger Haltepunkt / Haltestelle | 63,7                                                             | Werbeln                                          | Werbeln                                          |
| ehemaliger Bahnhof | 62,1                                                             | Differten                                        | Differten                                        |
| Brücke über Wasserlauf |                                                                  | Bist                                             | Bist                                             |
| ehemaliger Haltepunkt / Haltestelle | 58,8                                                             | Linslerhof                                       | Linslerhof                                       |
| Betriebs-/Güterbahnhof Strecke ab hier außer Betrieb | 56,3                                                             | Überherrn                                        | Überherrn                                        |
| Grenze auf Brücke über Wasserlauf (Strecke außer Betrieb) | 55,2                                                             | Staatsgrenze Deutschland–Frankreich              | Staatsgrenze Deutschland–Frankreich              |
| Abzweig ehemals geradeaus, ehemals nach links und von links | 51,6                                                             | von Béning/Sarreguemines                         | von Béning/Sarreguemines                         |
| Dienststation / Betriebs- oder Güterbahnhof | 50,6                                                             | Hargarten-Falck (Falck-Hargarten)                | Hargarten-Falck (Falck-Hargarten)                |
| Tunnel |                                                                  | zwei Tunnel                                      | zwei Tunnel                                      |
| ehemaliger Bahnhof | 45,7                                                             | Téterchen (Teterchen, Keilbahnhof)               | Téterchen (Teterchen, Keilbahnhof)               |
| Abzweig geradeaus und ehemals nach links |                                                                  | Bahnstrecke Courcelles–Téterchen nach Courcelles | Bahnstrecke Courcelles–Téterchen nach Courcelles |
| ehemaliger Haltepunkt / Haltestelle | 42,2                                                             | Brettnach                                        | Brettnach                                        |
| Abzweig geradeaus und von rechts |                                                                  | Niedtalbahn von Dillingen                        | Niedtalbahn von Dillingen                        |
| Bahnhof | 37,0                                                             | Bouzonville (Busendorf)                          | Bouzonville (Busendorf)                          |
| Brücke über Wasserlauf |                                                                  | Nied                                             | Nied                                             |
| Blockstelle | 33,0                                                             | Freistroff (Freisdorf)                           | Freistroff (Freisdorf)                           |
| Blockstelle | 29,6                                                             | Anzeling (Anslingen)                             | Anzeling (Anslingen)                             |
| Abzweig geradeaus und ehemals nach links |                                                                  | nach Bettelainville                              | nach Bettelainville                              |
| Blockstelle | 25,6                                                             | Ébersviller (Ebersweiler)                        | Ébersviller (Ebersweiler)                        |
| Tunnel |                                                                  | zwei Tunnel                                      | zwei Tunnel                                      |
| Abzweig geradeaus, ehemals nach links und von links | 20,9                                                             | von Bettelainville                               | von Bettelainville                               |
| Blockstelle | 20,2                                                             | Hombourg-Budange (Homburg-Bidingen)              | Hombourg-Budange (Homburg-Bidingen)              |
| Abzweig geradeaus und ehemals nach rechts |                                                                  | nach Merzig                                      | nach Merzig                                      |
| Dienststation / Betriebs- oder Güterbahnhof | 16,7                                                             | Kédange (Kedingen)                               | Kédange (Kedingen)                               |
| Blockstelle | 11,8                                                             | Metzervisse (Metzerwiesen)                       | Metzervisse (Metzerwiesen)                       |
| Blockstelle | 9,1                                                              | Distroff (Diesdorf)                              | Distroff (Diesdorf)                              |
| Blockstelle | 6,0                                                              | Kuntzig (Künzig)                                 | Kuntzig (Künzig)                                 |
| Blockstelle | 2,8                                                              | Manom (Mackenhofen)                              | Manom (Mackenhofen)                              |
| Abzweig geradeaus und von rechts | 1,8                                                              | Bahnstrecke Thionville–Trier von Trier           | Bahnstrecke Thionville–Trier von Trier           |
| Abzweig geradeaus und von rechts | 0,7                                                              | von Luxembourg                                   | von Luxembourg                                   |
| Bahnhof | 0,0                                                              | Thionville (Diedenhofen)                         | Thionville (Diedenhofen)                         |
| Abzweig geradeaus und nach rechts |                                                                  | nach Mohon                                       | nach Mohon                                       |
| Strecke |                                                                  | nach Metz                                        | nach Metz                                        |
| |                                                                  |                                                  |                                                  |
| Quellen: |                                                                  |                                                  |                                                  |

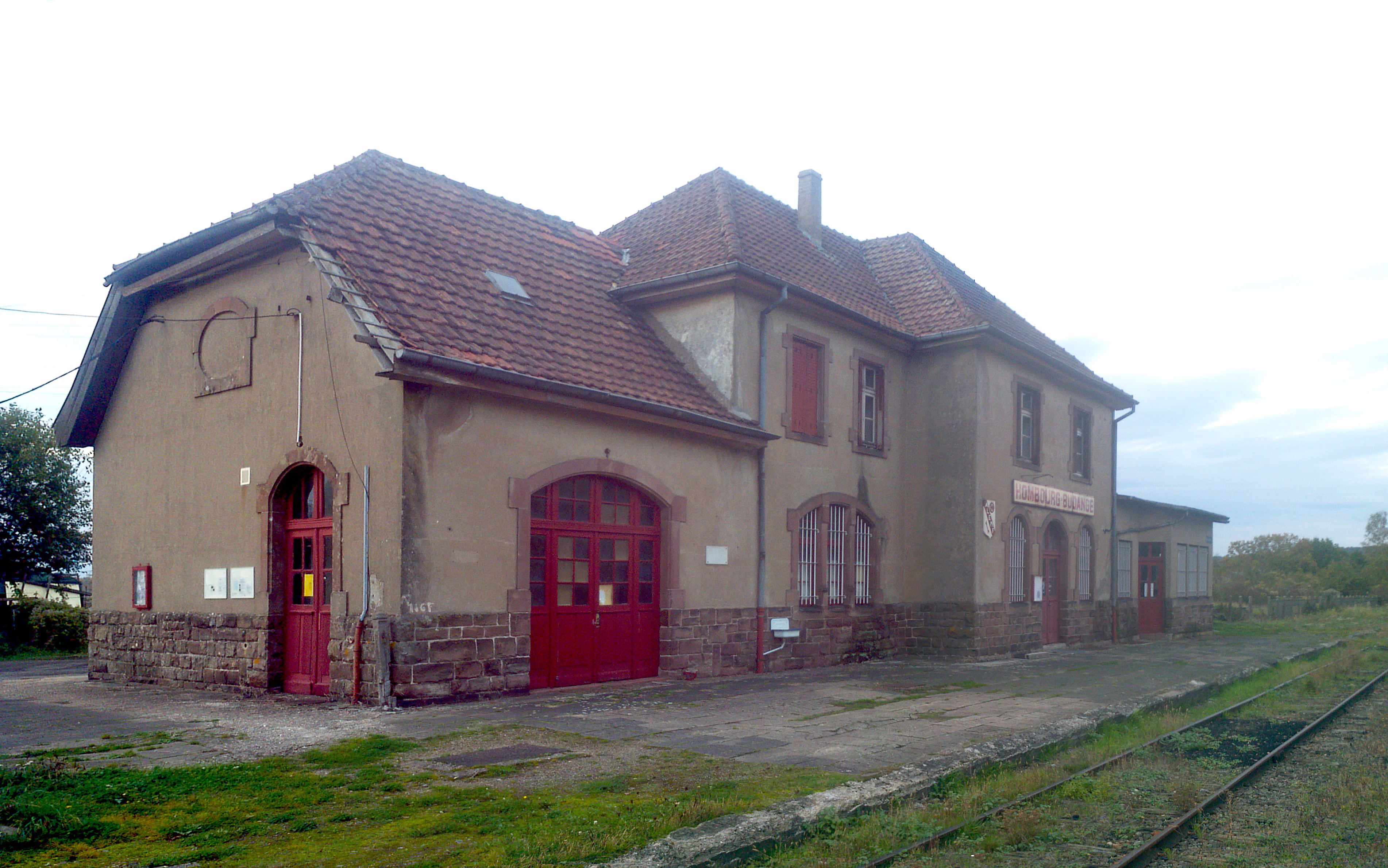
Bahnhof Hombourg-Budange

Die Bahnstrecke Völklingen–Thionville – regional auch Bisttalbahn genannt – ist eine heute teilweise stillgelegte Eisenbahnstrecke. Sie war eine von sieben Strecken, die das Saarland mit Frankreich verbanden.

## Geschichte

### Betrieb
Die Bahnstrecke Völklingen–Diedenhofen gehörte zunächst zu den Reichseisenbahnen in Elsaß-Lothringen (EL) und wurde am 1. April 1880 von Teterchen (Téterchen) über Hostenbach bis Bous eröffnet, am 15. Oktober erfolgte die Fertigstellung der Verbindung Hostenbach–Völklingen. Zum 1. Juni 1883 erfolgte der letzte Lückenschluss zwischen Teterchen und Kedringen. Der starke Güterverkehr erforderte den zweigleisigen Ausbau der Strecke, woraufhin das Verkehrsaufkommen weiter stieg. Hier verkehrten täglich 38 Güter- und 14 Personenzüge. Von Anfang an war die Verbindung Diedenhofen–Völklingen als Erzbahn konzipiert und avancierte schnell zur „profitabelsten Relation in Deutschland seiner Zeit“.
Selbstverständlich war der Bau dieser Strecke auch strategisch motiviert, konnten doch so – gegebenenfalls mit Umfahrung Saarbrückens – aus dem Zentrum des Deutschen Reichs die Festungen Metz und Diedenhofen und das Aufmarschgebiet vor Frankreich erreicht werden. Damit zwischen den Einmündungen der beiden zweigleisigen Bahnstrecken Haguenau–Falck-Hargarten im Bahnhof Falck-Hargarten und Courcelles–Téterchen im Bahnhof Téterchen das im Falle einer Mobilmachung stark erhöhte Verkehrsaufkommen bewältigt werden konnte, ging nach einer seit 1903 laufenden Planung 1907 der knapp 5 km lange Abschnitt viergleisig in Betrieb. Finanziert wurde das – einschließlich zweier Tunnel – aus Mitteln des Militärs. Die Anlage wurde so gestaltet, dass in Friedenszeiten die beiden nördlichen Gleise dem Personen- und die beiden südlichen Gleise dem Güterverkehr dienten. Im Falle einer Mobilmachung dagegen diente – kreuzungsfrei – das nördliche Gleis dem Verkehr Beningen–Diedenhofen, das südliche dem Verkehr Völklingen–Metz.
An der Ostausfahrt des Bahnhofs Falck-Hargarten bestand ein kleines Bahnbetriebswerk (Bw) der EL mit einer 20-m-Drehscheibe. Die Anlage wurde nach dem Ersten Weltkrieg von der Administration des chemins de fer d’Alsace et de Lorraine (AL) übernommen und ausgebaut. Im Zweiten Weltkrieg wurden sechs Luftangriffe auf das Bw geflogen, wobei 18 Lokomotiven beschädigt wurden. Auch nach dem Zweiten Weltkrieg bestand das Bw weiter, wurde dann aber nach der Elektrifizierung der Strecke um 1960 aufgegeben.

### Zwischenfälle
Bei der Entgleisung des Eilzugs Diedenhofen–Völklingen unterhalb des Kalkofens bei Überherrn am 17. Februar 1912 gab es einige Leichtverletzte.
Am 4. September 1945 ereignete sich im Bahnhof von Kédange ein schwerer Eisenbahnunfall, der einen Großbrand zur Folge hatte. 39 Menschen starben, 34 wurden darüber hinaus verletzt.

### Abschnittsweise Stilllegung und Aufgabe des Personenverkehrs
Der Abschnitt Überherrn–Grenze Hargarten wird seit dem 1. Oktober 1972 nicht mehr bedient, der längere Abschnitt Überherrn–Völklingen dann nach dem 30. Mai 1992 nicht mehr. Seit 1995 ist der deutsche Abschnitt der Strecke nicht mehr elektrifiziert. Bis 2003 verkehrten hier gelegentlich noch Güterzüge von DB Cargo Deutschland, ehe das Eisenbahn-Bundesamt dem Infrastrukturbetreiber DB Netz am 21. Mai 2003 die Stilllegung des Abschnitts Völklingen–Überherrn (Grenze) genehmigte, die zum 30. September 2003 vollzogen wurde. Der Grenzabschnitt Überherrn–Falck-Hargarten wurde bereits am 30. April 2001 stillgelegt.
Im Jahr 2016 wurde das letzte SNCF-Personenzugpaar zwischen Thionville und Bouzonville eingestellt, zunächst wegen Personalmangel. Letztendlich wurde der Betrieb aber nie wieder aufgenommen.

### Pläne zur Reaktivierung
Die Plattform Mobilität SaarLorLux e. V. hat ein Konzept zur Reaktivierung vorgestellt. Auch von offizieller Seite wurde schon über eine Reaktivierung nachgedacht. Da die Strecke seitens der Bahn noch nicht entwidmet wurde, ist eine Reaktivierung der Bahnlinie möglich. In einer Studie des Mobilitätsministeriums wurde die Wirtschaftlichkeit inzwischen bestätigt. Eine Reaktivierung könnte in 8–10 Jahren möglich sein.

## Aktueller Betrieb

### Personenverkehr
Schienenpersonennahverkehr findet heute auf der Strecke nicht mehr statt.

### Güterverkehr

#### Deutschland
Das Automobillogistikunternehmen Mosolf pachtete 2003 den Streckenabschnitt Hostenbach–Überherrn, um – unter Nutzung der Bahnstrecke Saarbrücken–Fürstenhausen–Hostenbach anstelle der Saarbrücke in Völklingen – die Bahnanbindung seines Standorts Überherrn sicherzustellen. Wöchentlich verkehrten mehrere Ganzzüge mit fabrikneuen PKW über die nun eingleisige, als nicht öffentliche Anschlussbahn betriebene Strecke nach Überherrn. Im Juli 2016 wurde jedoch wegen des schlechten baulichen Zustands der Strecke der Verkehr eingestellt.

#### Frankreich
In Frankreich ist der Abschnitt zwischen der Landesgrenze und Hargarten-Falck stillgelegt, während der Streckenabschnitt Hargarten-Falck–Thionville Teil der Verbindung (Sarreguemines–)Béning–Thionville (siehe Bahnstrecke Haguenau–Falck-Hargarten) ist, die aber ausschließlich im Güterverkehr oder als Umleitung bei Bauarbeiten befahren wird.

## Besonderheiten
- Nach Verlassen des Bahnhofs Völklingen durchquerte die Strecke das Werksgelände der Völklinger Hütte, bevor auf der anderen Saarseite (nach ca. 800 Metern) wieder bahneigenes Terrain erreicht wurde.
- Unter deutscher Verwaltung trug der Bahnhof Hargarten-Falck die Bezeichnung Falck-Hargarten.